# Minería en la Europa medieval

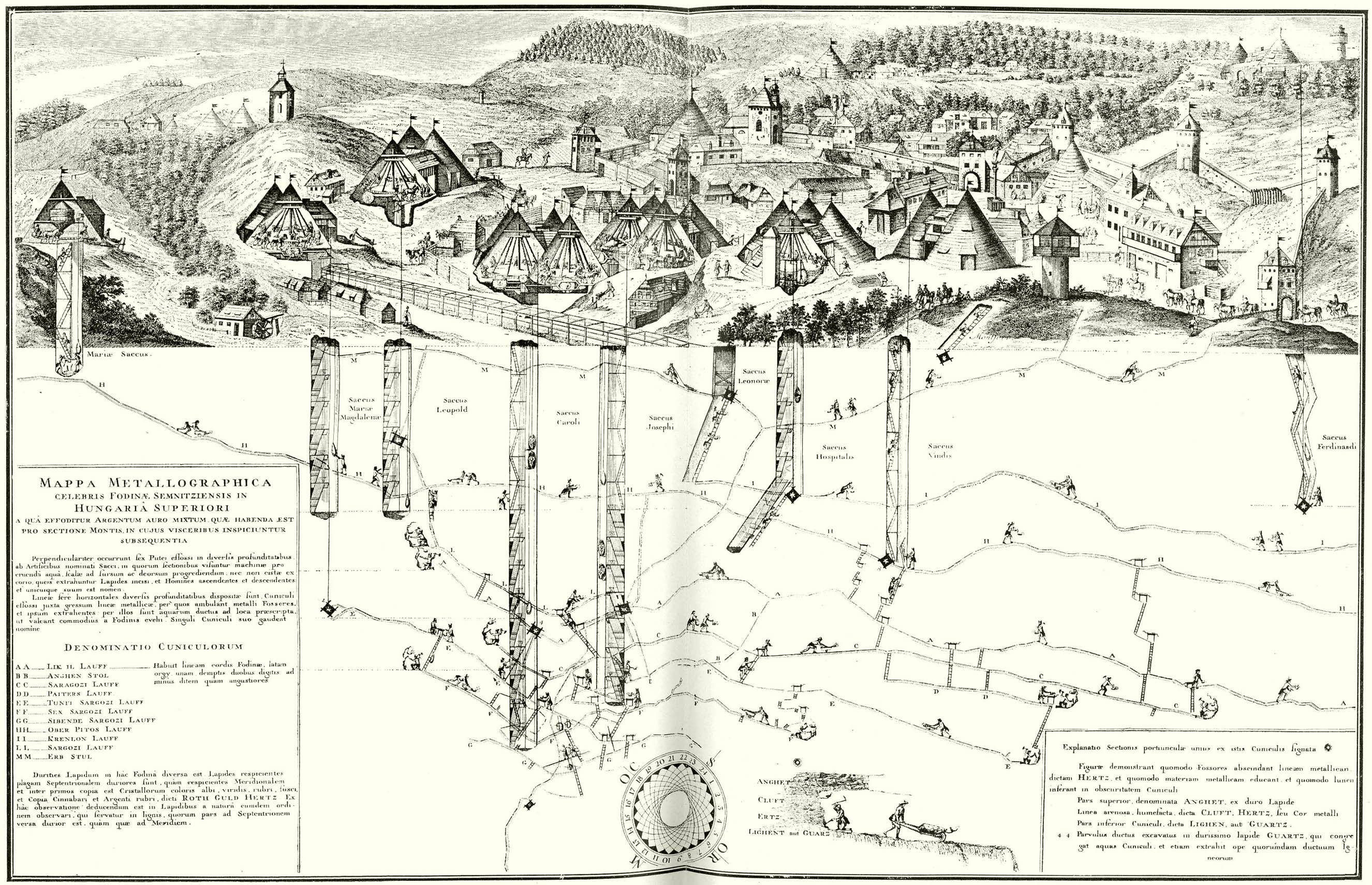
Plano de minas a Banská Štiavnica en Eslovaquia (1726) de Luigi Ferdinando Marsigli, una ilustración de la minería en la era premoderna.

La Minería en la Europa medieval cubre el lapso de tiempo desde el siglo V hasta el comienzo del Renacimiento en el siglo XVI. En la Europa occidental el periodo para la industria minera empezó en la Edad Media. Las primeras minas importantes fueron las de Goslar, en las montañas de Harz, que fueron puestos de producción en el siglo X. Otro famoso pueblo minero fue Falun en Suecia, donde el cobre fue extraído desde el siglo XIII. El apogeo de la industria minera de Europa occidental dependió, sin duda, del aumento creciente del continente en el escenario de la historia mundial. Aunque el tema ha sido a veces pasado por alto por los historiadores, los adelantos en la minería y la metalurgia medieval consiguieron sobre manera el gran apogeo de la civilización europea occidental.
Las actividades metalúrgicas también fueron protegidas por el poder político central, las autoridades regionales, las órdenes monásticas y señores eclesiásticos, que siempre trataron de tener el control y reclamar derechos de regalía sobre las minas y una participación en la producción, tanto en tierras privadas como en regiones pertenecientes a la corona. Estaban particularmente interesados en la extracción de los minerales de metales preciosos, aunque las diferentes minas en sus territorios estaban abiertas a todos los mineros.y no existían los rieles en la era medieval.

## Edad Media, siglos V al X
El estancamiento político, social y económico que siguió en el mundo romano afectó en Europa, durante todo la primera época medieval, tuvo un impacto fundamental en el progreso tecnológico, el comercio y la organización social. Los desarrollos tecnológicos que afectaron  el curso de la producción de metales solo eran factibles a un entorno político estable, y esto no se produjo hasta el siglo IX.
Durante los primeros siglos medievales, la producción del metal era en un constante declive y de restricción en las actividades de pequeña escala. Los mineros adoptaron métodos mucho menos eficientes que los de la época romana. Los minerales se extraían solo de las minas con poca profundidad o de las abandonadas anteriormente, en el supuesto que no estuvieran ya hundidas. La proximidad de la mina a pueblos o ciudades también fue un factor determinante para decidir sobre el trabajo en el lugar, debido al alto coste del transporte del material. Parece que solamente la producción de hierro disminuyó menos con relación  al resto de los otros materiales junto a los metales preciosos hasta el siglo VIII. Este hecho y la dramática disminución de la producción de cocer, puede explicar el posible desplazamiento de los artefactos de cocer y bronce a los de hierro.
A finales del siglo IX, las condiciones económicas y sociales, que determinaban la creciente necesidad de metal para la agricultura, herramientas, y la decoración, empezó a favorecer la metalurgia y se observó un progreso lento pero general y constante. Se multiplicaron las fundiciones y fueron explotadas nuevas minas, como las conocidas Minas de Rammelsberg, cerca de la ciudad de Goslar en las montañas de Harz. La minería a cielo abierto y las actividades metalúrgicas se concentraron sobre todo en los Alpes orientales, Sajonia, Bohemia, Toscana, Renania, la Galia y España.

## Alta Edad Media, siglos XI al XIII

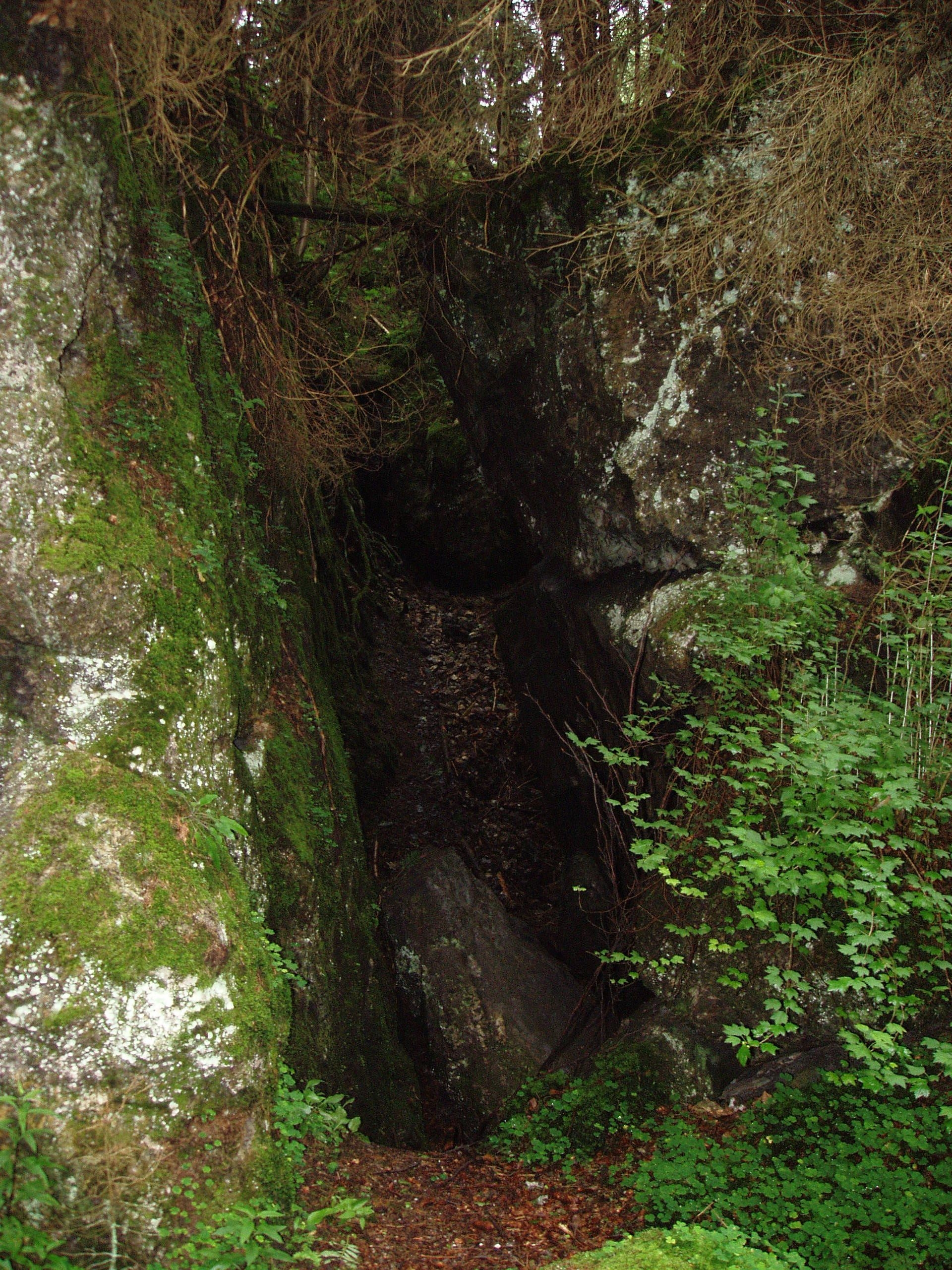
Mina medieval de Bockswieser Gangzug norte de Oberschulenberg en Alemania.

El periodo inmediatamente después del siglo X, marcó la aplicación generalizada de varias innovaciones en el campo de la minería y el tratamiento de los minerales. Se produjo un cambio a gran escala y una mejor calidad de la producción. Los mineros y metalúrgicos medievales, tuvieron que encontrar soluciones para los problemas prácticos que limitaban la producción del metal, para satisfacer las demandas del mercado. El aumento de la demanda de metal era debido al notable crecimiento de la población entre los siglos XI y XIII. Este crecimiento tuvo impacto en la agricultura, el comercio y la construcción de edificios, incluyendo las grandes catedrales góticas. 

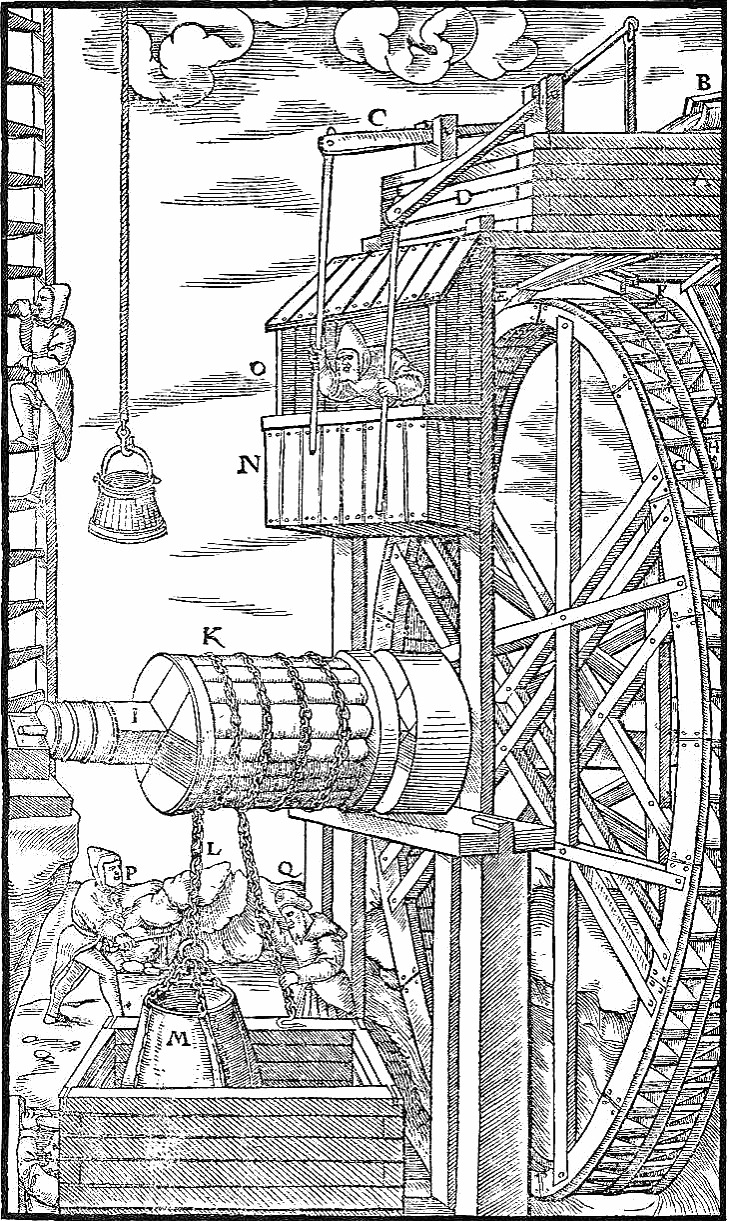
Rueda de agua de alimentación de un elevador de minas en De re metallica (1566)

La principal preocupación tenía que ver con el medio ineficiente para el drenaje de agua de los pozos y túneles de las minas subterráneas. Esto dio lugar a inundaciones en las minas que limitaron la extracción de mineral de poca profundidad cerca de la superficie. Otros problemas secundarios fueron la separación del metal del material que lo rodeaba, o estaba estrechamente mezclado. También se encontraba la dificultad del transporte del mineral, lo que dio lugar a unos altos costes adicionales. 
El valor económico de la minería dio lugar a la inversión en el desarrollo de soluciones a estos problemas, que tuvieron un impacto positivo en la salida del metal. Esto incluyó innovaciones como por ejemplo la energía hidráulica usando ruedas hidráulicas para la alimentación de motores de drenajes, fuelles, mazos, o la introducción de tipos avanzados de hornos. 
Estas innovaciones no se adoptaron todas a la vez, ni se pudieron aplicar en todas las minas y en todos los lugares de fundición. A lo largo de la Edad Media estas nuevas técnicas coexistieron con las tradicionales. Su aplicación dependió del periodo de tiempo, y de la región geográfica. La energía hidráulica en la minería se introdujo antes, pero se aplicó en general en el siglo XI. La introducción del alto horno, en su mayoría para la fundición de hierro, en todos los centros establecidos de metalurgia contribuyó a una mejora cuantitativa y cualitativa de la producción del metal, haciendo que el hierro estuviera disponible a un precio inferior. Los trabajos subterráneos de los pozos de ventilación, aunque estaban limitados en profundidad. El trabajo subterráneo en pozos, aunque limitado en profundidad, se llevó a cabo ya sea mediante la incineración de cuerpos de mineral masivos o con herramientas de hierro para la extracción a menor escala de vetas limitadas. La clasificación de minerales básicos y metales preciosos era completada bajo tierra y se transferían por separado.

## Baja Edad Media, siglos XIV al XVI

Beschreibung allerfürnemisten mineralischen Ertzt unnd Bergkwercks Arten («Descripción de la mayoría de los tipos distinguidos de los minerales y minas») por Lazarus Ercker, 1580.

En el siglo XIV, la mayoría de los depósitos de minerales más fácilmente accesibles estaban agotados. Por lo tanto, se introdujeron los últimos adelantos tecnológicos para mantenerse al día con la demanda de metales. El laboratorio alquímico, para separar metales preciosos de los más básicos con los que normalmente se encuentran mezclados, era una característica esencial de la empresa metalúrgica. Aun así, un hito significativo en la minería subterránea se observó durante los siglos XIV y principios del XV debido a una serie de acontecimientos históricos con graves impactos sociales y económicos. La Gran hambruna de 1315-1317, la Peste Negra (1347-1353), que disminuyó la población europea un tercio, y la Guerra de los Cien Años (1337-1453), que, entre otros efectos, causó una severa deforestación, también tuvieron influencias dramáticas en la industria metalúrgica y el comercio. La gran demanda de material, por ejemplo, para armaduras, no se pudo cumplir debido a la falta de mano de obra e inversión de capital. 
Solo a finales del siglo XIII fue cuando se invirtieron grandes cantidades de capital y se instaló maquinaria más sofisticada en la minería subterránea, que dio lugar a poder lograr grandes profundidades, junto con una aplicación más amplia de la energía hidráulica con fuerza necesaria para drenar el agua de estos pozos. Además, la aplicación del ácido para la separación del oro y la plata se introdujo en el siglo XIV. Aun así, los signos notables de recuperación solo se mostraron después de mediados de siglo XV, cuando los métodos nuevos o mejorados fueron adoptados en general.

## Los mineros dentro de la sociedad medieval

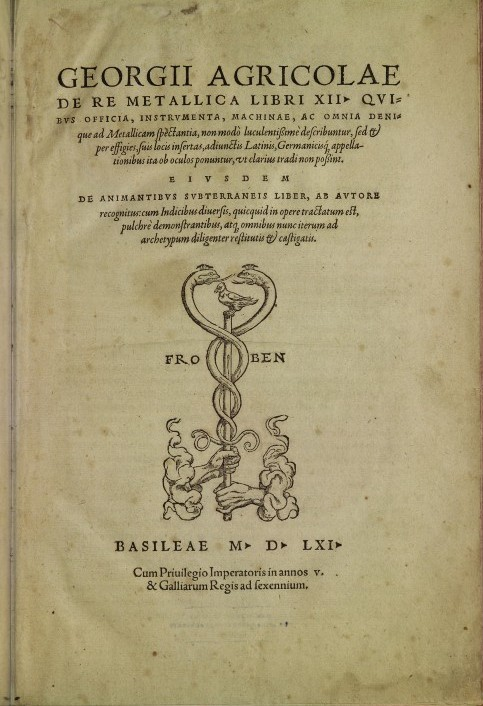
De re Metallica

Los metalúrgicos de toda la Europa medieval eran libres de moverse dentro de las diferentes regiones. Los metalúrgicos alemanes en busca de minerales y metales preciosos, tuvieron un papel importante en la minería y afectaron el curso de la producción de metales, no solamente en el Este y Sur de Alemania, sino en casi toda Europa Central y los Alpes orientales. A medida que la minería se convirtió gradualmente en un trabajo de artesanos especializados, los mineros se movieron en grupos grandes y se formaron asentamientos con sus propias costumbres al lado de las minas. Siempre fueron bienvenidos por las autoridades regionales, puesto que estos últimos estaban interesados en el aumento de los ingresos y la explotación del subsuelo rico en mineral era bastante rentable. Las autoridades, laicas y eclesiásticas, reclamaban una parte de la producción y a los herreros y a los mineros se los proporcionaban terrenos para casas, molinos, fraguas, agricultura y pastoreo y se los permitió utilizar los torrentes y madera del bosque.
Avanzando en la alta y Baja Edad Media, a medida que los lugares de fundición se convirtieron geográficamente independientes de las minas, el trabajo de la metalurgia fue separado de la fundición del mineral. La expansión urbana a partir del siglo X y el papel dominante de las ciudades proporcionaron a los metalúrgicos el ambiente adecuado para desarrollar y mejorar su tecnología. Se organizaron en gremios y, por regla general, sus talleres se concentraron en las periferias de las ciudades.). 
En las sociedades medievales se consideraban las artes liberales y mecánicas como completamente diferentes entre sí. Los metalúrgicos, como todos los artesanos, carecían de fondo intelectual metódico pero eran los pioneros del pensamiento causal, basado en la observación empírica y la experimentación práctica.